# Liste der Monuments historiques in Consac
Die Liste der Monuments historiques in Consac führt die Monuments historiques in der französischen Gemeinde Consac auf.

## Liste der Bauwerke
| Bezeichnung      | Beschreibung                      | Standort | Kennzeichnung | Schutzstatus | Datum | Bild           |
| ---------------- | --------------------------------- | -------- | ------------- | ------------ | ----- | -------------- |
| Kirche St-Pierre | Erbaut im 12. und 13. Jahrhundert | (Lage)   | PA17000059    | Inscrit      | 2003  | weitere Bilder |

## Liste der Objekte
| Bezeichnung      | Beschreibung                                                                   | Standort                       | Kennzeichnung | Schutzstatus | Datum | Bild |
| ---------------- | ------------------------------------------------------------------------------ | ------------------------------ | ------------- | ------------ | ----- | ---- |
| Weihwasserbecken | Kapitell oder Schlussstein, 15. Jahrhundert, umgearbeitet zum Weihwasserbecken | in der Kirche St-Pierre (Lage) | PM17000078    | Classé       | 1908  |      |
| Kanzel           | Holz, 18. Jahrhundert                                                          | in der Kirche St-Pierre (Lage) | PM17000890    | Inscrit      | 1976  |      |